# Феодоровский собор (Санкт-Петербург)
Храм Фео́доровской ико́ны Бо́жией Ма́тери в память 300-летия До́ма Рома́новых (Фео́доровский собор) — православный храм в Санкт-Петербурге. Относится к Центральному благочинию Санкт-Петербургской епархии Русской православной церкви.
Здание из железобетона исполнено в стиле ростовских соборных храмов эпохи воцарения Михаила Фёдоровича по проекту Степана Кричинского.

## История

### Строительство и освящение
С конца XIX века и до 1917 года участок земли на пересечении современных Полтавской и Миргородской улиц, на которой был построен собор, принадлежал петербургскому подворью Феодоровского Городецкого монастыря Нижегородской епархии. Настоятелем подворья был архимандрит Алексий (Яковлев). По его инициативе в зале ожидания третьего класса Николаевского вокзала был установлен киот с иконами Божией Матери Феодоровской и Александра Невского. Затем было получено разрешение на строительство каменной часовни недалеко от ворот грузовых складов. Проект часовни был представлен на утверждение императору Александру III, который предложил построить на этом месте не часовню, а церковь.
В 1904 году, в год рождения царевича Алексея, приблизительно на месте нынешней краснокирпичной стены "кремля" была освящена небольшая церковь в честь Феодоровской иконы Божией Матери и Алексия, митрополита Московского. В 1906 году архимандрит Алексий подал властям прошение о расширении территории подворья с целью постройки более вместительной церкви; в 1907 году было решено, что будущий собор будет построен в ознаменование приближающегося 300-летия царствования Дома Романовых. Активностью архимандрите Алексия объясяется тот факт, что юбилейный храм-памятник был построен «на окраине города, совсем на отлете», как писал присутствовавший на освящении храма товарищ министра внутренних дел, командующий Отдельным корпусом жандармов Владимир Джунковский.
В 1909 году был учреждён строительный комитет, который был принят под августейшее покровительство великим князем Михаилом Александровичем; председателем комитета стал свитский (до 25 октября 1909 года — при великом князе Михаиле Александровиче) генерал-майор Дмитрий Яковлевич Дашков. Согласно условиям конкурса, храм должен был внешне походить на храмы Верхневолжья начала XVII века, времени восшествия на престол династии Романовых. Традиционные формы древнерусской архитектуры должны были сочетаться с современными строительными технологиями.
Из трёх проектов, победивших на конкурсе, был выбран проект архитектора Степана Кричинского, и в 1910 году он был принят к осуществлению. Начался сбор средств. Сто рублей на постройку храма пожертвовал протоиерей Иоанн Сергиев. Император Николай II пожертвовал 25 000 рублей. На постройку собора жертвовали как частные лица, так и монастыри, образовательные учреждения, банки, железные дороги, земства и армейские полки.
Закладка храма на подготовленной к строительству площадке состоялась в 5 августа 1911 года в присутствии великого князя Михаила Александровича; богослужение возглавил архиепископ Волынский Антоний (Храповицкий); после молебна присутствовавшие клали в приготовленное углубление в месте закладки монеты, причём великий князь опустил монету времени царя Михаила Фёдоровича. Сжатые сроки строительства требовали внесения изменений в первоначальный проект. 14 марта 1913 года состоялось торжественное поднятие креста на центральную главу строящегося собора — после молебна, служение которого возглавил Патриарх Антиохийский Григорий IV. 7 сентября 1913 года были освящены боковые приделы нижнего храма. Освящение совершил викарий Санкт-Петербургской епархии епископ Гдовский Вениамин (Казанский). 
Освящение главного престола верхнего храма было совершено позже, чем изначально планировалось, 15 января 1914 года. Освящение храма в честь Феодоровской иконы Божией Матери и преподобного Михаила Малеина (небесного покровителя основателя династии Романовых, Михаила Федоровича) совершил митрополит Петербургский, будущий новомученик, Владимир (Богоявленский). При освящении присутствовали император Николай II с дочерьми Ольгой, Татьяной и Марией, великая княгиня Елизавета Феодоровна, председатель Совета Министров Владимир Коковцов и ряд министров, председатель Государственной Думы Михаил Родзянко и другие высшие чины. К началу литургии прибыла императрица Мария Феодоровна с дочерью Ольгой Александровной.
После начала Первой мировой войны планы по внутренней отделке собора и возведению окружающих зданий были изменены. Однако, Дом причта был построен в 1915–1916 годах.
По предложению митрополита Владимира при соборе был учреждён приход, к которому, в частности, отнесли Николаевский вокзал со всеми службами и учреждениями. Настоятелем прихода назначили священника Владимира Шамонина (1882—1967). Одновременно собор служил и подворьем Феодоровского Городецкого монастыря Нижегородской епархии: к 1917 году на подворье жили архимандрит, шесть иеромонахов, четыре иеродиакона и один монах.

### В советский период
1 января 1918 года Строительный комитет прекратил свою деятельность. Храм перестал быть монастырским подворьем, приобретя статус приходского. В 1920 и 1921 году при храме существовала воскресная школа для детей трёх возрастных групп — от 6 до 15 лет; монахи объединились в Александро-Невское братство, действовавшее при Лавре. Настоятель архимандрит Досифей (Степанов), как и большинство духовенства Петрограда в 1922 году, признал власть обновленцев, которые поддерживались государственными властями РСФСР. Причину он впоследствии изложил так:

Систематически мне и причту заявлялось, что храм не нужен и его надлежит закрыть для упразднения всякой памяти о лицах и временах, с ним исторически связанных. Вместе с этим настойчиво выдвигались другие требования — устроить в храме клуб для железнодорожников, основать здесь комячейку, открыть даже кинематограф… Я нашёл выход из жгучего затруднения в том, что условно примкнул к живоцерковникам, у которых мы нашли хоть некоторою помощь в нужде и защиту в критическом положении… Это личное унижение спасло Святой Храм, сохранило его для верующих… Прошу судить меня, но судом кротким и любвеобильным— Отрывок из покаянного письма к патриарху Тихону, 1923.
 Резолюция Тихона: «Прощаю и принимаю»

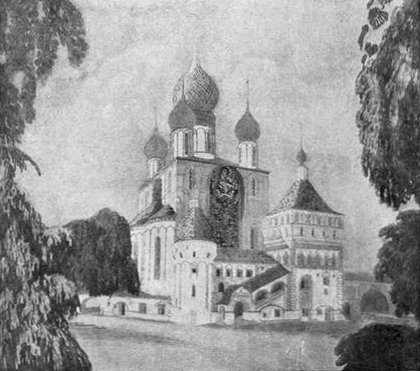
Вырезка из газеты «Новое время».

В октябре 1926 года настоятелем храма был назначен один из наиболее популярных пастырей в городе архимандрит Лев (Егоров). Приход действовал ещё девять лет и был закрыт в 1932 году по решению Леноблисполкома:

Согласно заключения Технической комиссии здание церкви требует капитального ремонта, который двадцатка не производит, тем самым нарушает пункт 4-й типового Договора. Кроме того, учитывая крайнюю нуждаемость Союз-молоко в помещении для обработки молочных продуктов и возможность при весьма незначительных затратах приспособить Романовскую церковь для указанных целей, которая по своему месту нахождения является удобной для Союз-молоко, церковь ликвидировать, здание передать Союз-молоко.— Протокол заседания президиума исполкома облсовета по вопросу о ликвидации Романовской церкви 10 мая 1932 года
Вскоре после выхода этого постановления храм-памятник был превращён в молокозавод и перестроен, его купола снесли.
Архимандрит Лев был арестован в феврале 1932 года вместе с многими другими членами Братства. Он был приговорен к 10 годам заключения в исправительно-трудовых лагерях. Там он был вновь обвинен в контрреволюционной деятельности, приговорен к смерти и расстрелян 20 сентября 1937 года. Православной церковью он был прославлен как один из новомучеников и исповедников Русской церкви.
В течение сорока лет церковь, полностью перепланированная внутри, стояла обезглавленной, с сиротливо торчащими барабанами.
Здание постепенно, с течением времени, обрастало пристройками, которые в итоге стали занимать площадь почти равную площади собора.
В 1970-е годы планировался визит президента США Ричарда Никсона, и барабаны поспешно демонтировали, окончательно лишив здание того вида, который мог хотя бы отдалённо напоминать церковь.

### Период восстановления
В 1993 году городские власти приняли решение о перебазировании молокозавода и передаче Феодоровского храма епархии.
В 1993 году, не дожидаясь полной передачи здания храма, рядом соорудили и 28 марта 1998 года освятили храм святых новомучеников и исповедников Российских.
Храм возвращён в ведение епархии в августе 2005 года. С конца 2006 года попечительский совет храма возглавил Борис Грызлов, являвшийся на тот момент председателем Высшего совета партии «Единая Россия» и председателем Государственной думы Российской Федерации.
27 марта 2011 года завершена реставрация колокольни, на которую подняли точную копию колокольного ансамбля начала XIX века.
28 апреля 2013 года было завершено воссоздание мозаики образа Спасителя над парадным входом в собор.
Все работы в соборе были завершены в 2013 году, к 100-летию со дня его возведения и 400-летию дома Романовых.
14 сентября 2013 года патриарх Московский и всея Руси Кирилл совершил чин великого освящения трёх престолов верхнего храма собора в присутствии председателя Совета Федерации Валентины Матвиенко, министра культуры России Владимира Мединского, председателя попечительского совета собора Бориса Грызлова и прихожан.

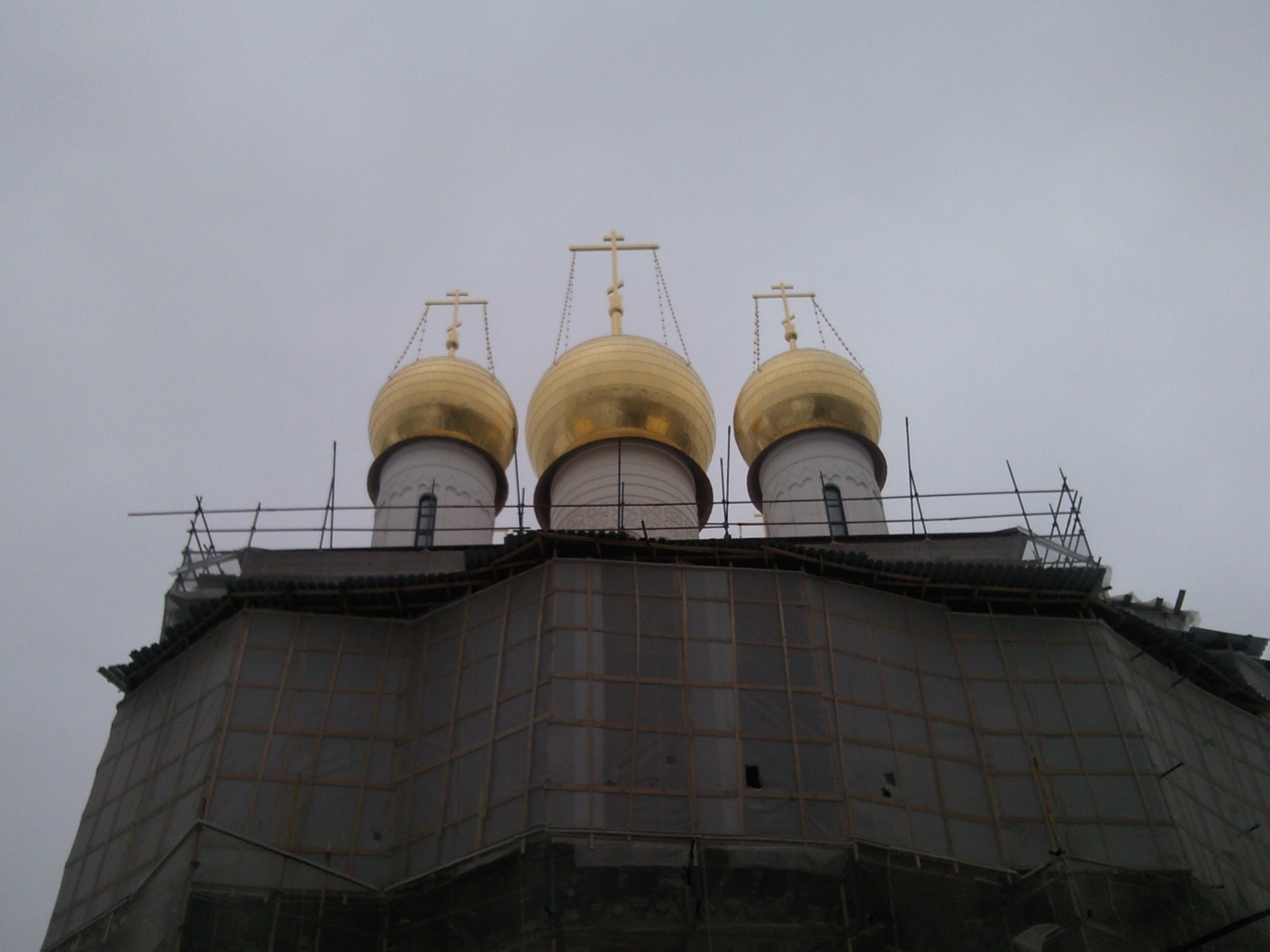
Февраль 2010 года
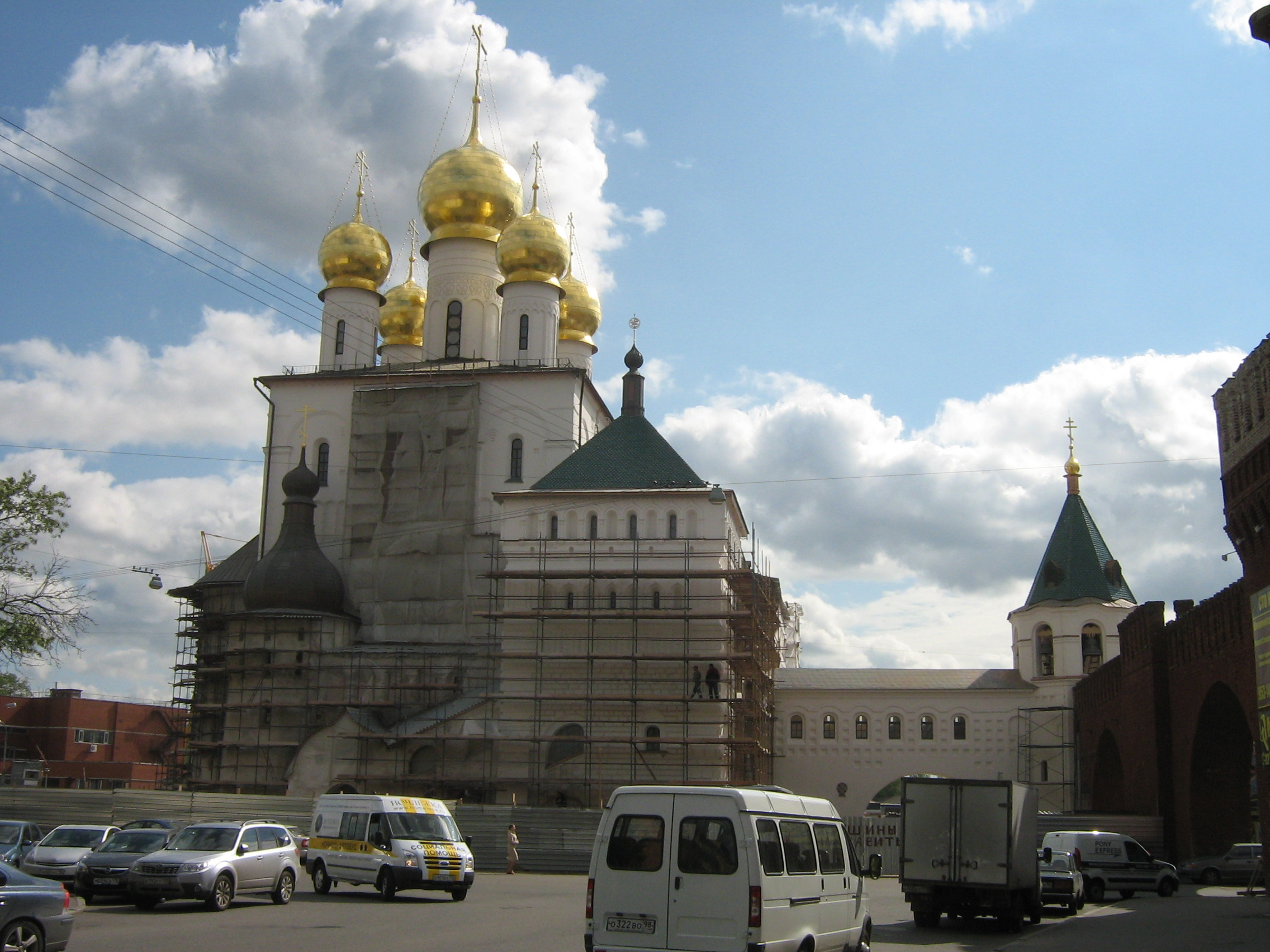
Май 2012 года
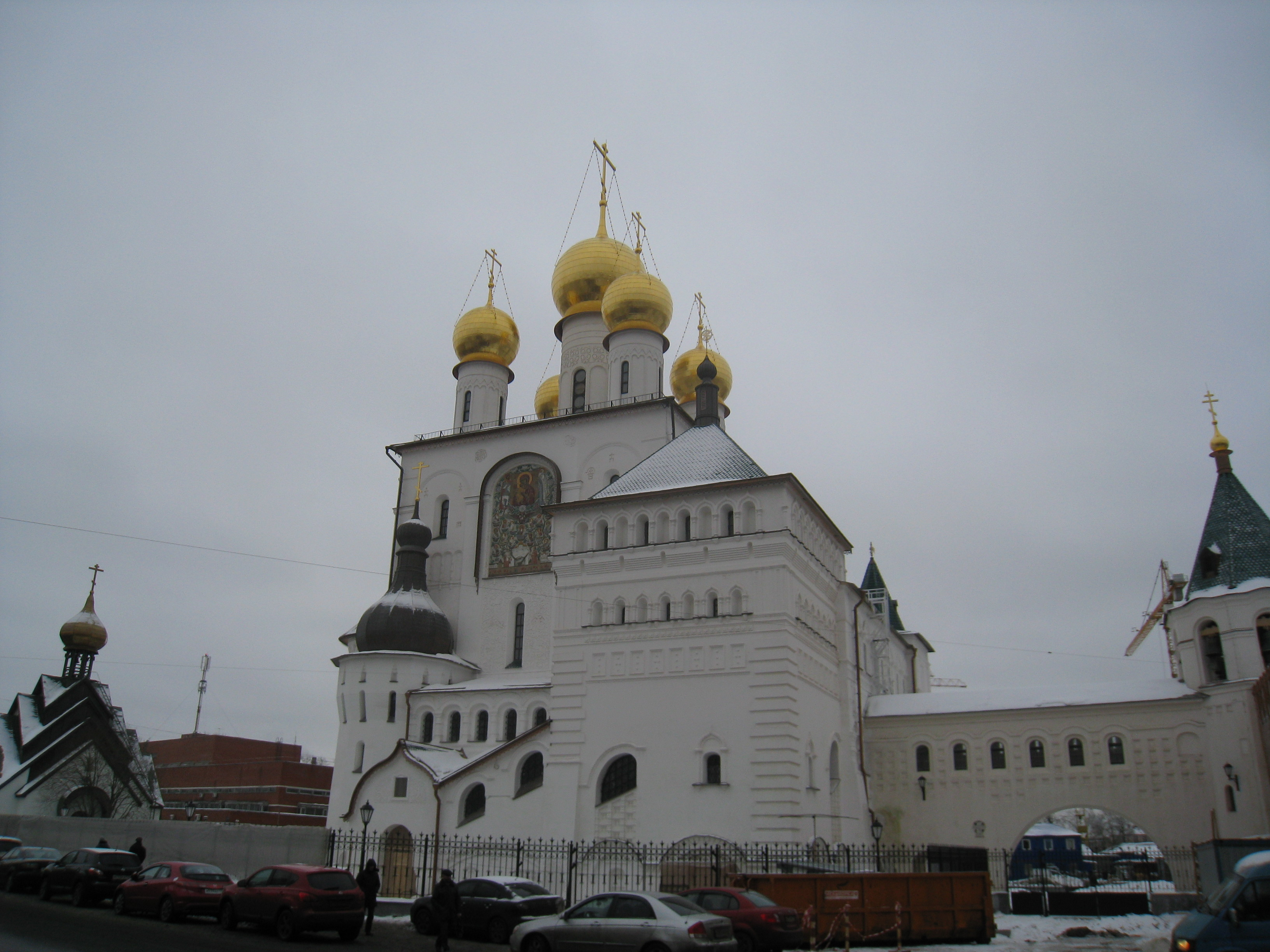
Январь 2013 года

## Описание
До момента закрытия
Инженер-архитектор Кричинский спроектировал храм в стиле ростовских и ярославских храмов XVI—XVII вв. Феодоровский собор был построен из железобетона на всенародные пожертвования (было собрано пятьсот тысяч рублей).
Величественный пятикупольный храм мог вместить три с половиной тысячи человек.
Высота сооружения 48 метров, площадь — 350 квадратных метров.
К колокольне храма примыкает стена, напоминающая кремлёвскую стену, символизируя единение Москвы и Санкт-Петербурга, двух городов — столиц России.
Храм был украшен цветными изразцами и майоликой. Северный фасад, выходящий на Миргородскую улицу, был облицован белым старицким камнем, и на нём было изображено майоликовое панно «Вышний Покров Богоматери над Царствующим Домом», которое было полностью утрачено в советские годы и воссоздано при реставрации. В верхней части майолики изображена Феодоровская икона Божией Матери с предстоящими великомучеником Феодором Стратилатом и Ипатием Гангрским (в честь которого был назван Ипальевский монастырь в Костроме и который в документах начала XX века был ошибочно назван преподобным Ипатием Костромским). Икона венчает символическое древо, в ветвях которого — русские святители, благоверные князья и преподобные. В нижней части, над стенами Костромского Ипатьевского монастыря, возвышаются фигуры Патриарха Филарета и его сына, царя Михаила Фёдоровича Романова.
Купол собора был покрыт золочёной медью, а над входом — мозаичная икона «Нерукотворный образ Спасителя», также утраченная в советские годы и воссозданная при реставрации.
Из одиннадцати колоколов на колокольне собора – девять «именных», посвящённых каждому из членов семьи Николая II. Все они воссозданы по сохранившимся фотографиям.
На площади перед храмом планировалось установить памятник Александру Невскому.
После восстановления
Внутри собора — два храма, очень разные по своему убранству.
Нижний храм посвящён святому благоверному великому князю Александру Невскому и святой равноапостольной Марии Магдалине — небесным покровителям императора Александра III и его супруги императрицы Марии Фёдоровны.
Посвящая нижний храм святому Александру Невскому, создатели храма ещё 100 лет назад предполагали оформить его в стиле той эпохи, когда жил великий князь, — XIII века.
Нижний храм так и не был окончательно оформлен 100 лет назад, в годы строительства и открытия. Не сохранилось ни одной фотографии, ни одного чертежа, по которым можно было бы воссоздавать нижний храм (в отличие от верхнего). Осталась лишь запись в журнале Строительного комитета от 1917 года, где высказано пожелание оформить нижний храм в стиле древних церквей.
Нынешний интерьер нижнего храма выполнен по проекту современного православного иконописца архимандрита Зинона (Теодора). Он собственноручно написал все фрески в алтарной части и часть икон.
В отличие от нижнего храма, оформленного в стиле древнерусских храмов первых веков христианства на Руси, верхний храм представляет собой стилизацию под православные храмы Московской Руси начала XVII века, то есть времени воцарения Романовых, и воссоздан практически в том виде, который он имел при постройке.
В настоящее время
После восстановления в соборе ежедневно совершаются богослужения.
При храме открыта воскресная школа для детей, несколько раз в году проводятся
т. н. «детские» литургии, рассчитанные на участие большого количества детей.
Ведётся работа по катехизации (воцерковлению взрослых) для полноценного вхождения в христианскую жизнь, подготовке к крещению или знакомству крещёных с Библией и Церковью.
Действуют группы по совместному чтению Евангелия и Псалтири.
Проводятся занятия на религиозно-просветительских курсах, тематические лекции по искусству, истории, богословию и толкованию Библии, концерты духовной и классической музыки.
Открыта школа библейской филологии по изучению языков Писания.
Работают группы взаимопомощи зависимых от алкоголя и наркотиков.
Действует экскурсионная служба.

## Настоятели церкви
| Даты                            | Настоятель                                                                      |
| ------------------------------- | ------------------------------------------------------------------------------- |
| 23 февраля 1914 — 11 июля 1922  | архимандрит Алексий (Яковлев)                                                   |
| 1917—1919                       | …                                                                               |
| 19 января 1919 — 4 февраля 1924 | архимандрит Досифей (Гавриил Григорьевич Степанов)                              |
| 1924—1926                       | …                                                                               |
| октябрь 1926 — 18 февраля 1932  | архимандрит Лев (Егоров), расстрелянный в 1937 году, новомученик Церкви Русской |
| 1932—1993                       | период закрытия                                                                 |
| 1993—2003                       | протоиерей Владимир Иустинович Сорокин                                          |
| 2003 — настоящее время          | протоиерей Александр Владимирович Сорокин                                       |